# Bolyphantes lamellaris
Bolyphantes lamellaris es una especie de araña araneomorfa del género Bolyphantes, familia Linyphiidae. Fue descrita científicamente por Tanasevitch en 1990.
Se distribuye por Italia, Grecia y Rusia. El cuerpo del macho mide aproximadamente 2,3 milímetros de longitud y el de la hembra 2,7 milímetros.